# Tinderbox
Tinderbox är en ort i Australien. Den ligger i kommunen Kingborough och delstaten Tasmanien, i den sydöstra delen av landet, omkring 17 kilometer söder om delstatshuvudstaden Hobart. Orten hade 394 invånare år 2016.
Trakten är tätbefolkad. Närmaste större samhälle är Hobart, omkring 17 kilometer norr om Tinderbox. Genomsnittlig årsnederbörd är 920 millimeter. Den regnigaste månaden är juli, med i genomsnitt 114 mm nederbörd, och den torraste är februari, med 49 mm nederbörd.